# Tom Osander
Tom Osander (ou Tomo) é um percussionista nascido em Princeton, Nova Jersey no dia 6 de outubro de 1966.

## Biografia
Osander mudou-se para a Irlanda no final da década de  1990. Ele começou a tocar com Damien Rice em 2000,acompanhando-o em turnês e participando da gravação  dos álbuns "O" e "9". No verão de 2007, ele deixou Rice e passou a se dedicar a carreira solo de Lisa Hannigan.Participou da gravação do álbum  "Sea Sew", em 2008 e fez várias turnês com ela até 2010.
Osander, com seu parceiro Tanja Raab, produziu shows beneficentes ao longo dos anos sob o nome de Donkey Double Productions.
De 1988 até 1998  foi membro da jam band de Nova Iorque God Street Wine , gravando seis discos e realizando mais de 1.000 shows em toda a América e também em outros países.
Ele também compôs com Herbie Hancock, Taj Mahal e Black Crowes.

## Discografia

### Com God Street Wine
- 1992 - Bag - percussão, bateria, vocais e composições
- 1994 - Who's Driving? - percussão, bateria e vocais
- 1995 - $1.99 Romances - percussão, bateria e vocais
- 1996 - Red - composições
- 1997 - God Street Wine - bateria e vocais
- 2000 - Good to the Last Drop - bateria e vocais

### Com Damien Rice
- 2003 - O - percussão e bateria
- 2006 - 9 - percussão, bateria, produção e mixagem

### Com Lisa Hannigan
- 2008 - Sea Sew - guitarra, bateria e xilofone